# Класифікація фітоценозів монотетична
Класифікація фітоценозів монотетична — групування об'єктів-фітоценозів за однією ознакою-видом з послідовною заміною його на кожному етапі процедури. Найбільш простий варіант — розбиття сукупності описів по присутності і відсутності виду. До числа монотетичних методів належить метод Д. Гудола, в якійсь мірі метод В. Вільямса і Д. Ламберта і метод нодального аналізу. Монотетична класифікація фітоценозів методологічно не виправдана, оскільки рослинності притаманний низький рівень цілісності, який проявляється у флористичній неполночленності, і з цієї причини класифікація фітоценозів на основі присутності — відсутності одного виду виявляється малоефективною. Монотетична класифікація фітоценозів є відображенням організмізму (організменних аналогій в фітоценології).